# Frutiger
Frutiger är en serie sans-serif typsnitt designade av Adrian Frutiger.